# محمدآباد پایین
محمدآباد پایین، روستایی است از توابع بخش وشمگیر شهرستان آق‌قلا در استان گلستان ایران.

## جمعیت
این روستا در دهستان مزرعه شمالی قرار دارد و براساس سرشماری مرکز آمار ایران در سال ۱۳۸۵، جمعیت آن ۴۸۳ نفر (۸۷خانوار) بوده‌است.